# U 18 (U-Boot, 1912)
U 18 war ein U-Boot der deutschen Kaiserlichen Marine.

## Bau und Indienststellung
Das Boot war ein sogenanntes Zweihüllenboot, als Hochseeboot in einem Amtsentwurf konzipiert. Es wurde am 6. Mai 1910 bei der Kaiserlichen Werft Danzig in Auftrag gegeben. Der ursprüngliche Plan war, das Boot mit Dieselmotoren auszurüsten, was allerdings an Lieferschwierigkeiten scheiterte. Der Stapellauf erfolgte am 25. April 1912 und die Indienststellung am 17. November 1912 unter Kapitänleutnant Heinrich von Hennig.

## Technik
Das Boot war 62,35 m lang und 6 m breit und hatte einen Tiefgang von 3,4 m sowie eine Verdrängung von 564 Tonnen über und 691 Tonnen unter Wasser. Die Besatzung bestand aus 29 Mann, davon vier Offiziere. Die Maschinen für die Überwasserfahrt waren vier Achtzylinder-Zweitakt Petroleummotoren von Körting mit zusammen 1.030 kW (1400 PS). Zur Unterwasserfahrt kamen zwei AEG-Doppel-Modyn-Elektromotoren mit zusammen 824 kW (1.120 PS) zum Einsatz. Damit waren Geschwindigkeiten von 14,9 kn über Wasser bzw. 9,5 kn unter Wasser möglich. Der Aktionsradius des Boots betrug bis zu 6700 NM bei Überwasserfahrt. Bei getauchter Fahrt mit 5 kn Marschgeschwindigkeit wurden bis zu 75 NM erreicht, Die maximale Tauchtiefe betrug 50 Meter. Die Bewaffnung bestand aus sechs mitgeführten Torpedos, die über zwei Bug- und zwei Heckrohre verschossen werden konnten, und bis Ende 1917 eine 3,7-cm-Revolverkanone.

## Einsätze und Verbleib
Das U-Boot unternahm insgesamt sieben Feindfahrten, bei denen keine Versenkungen erzielt wurden. Nach anderen Quellen waren es nur drei Einsätze.
U 18 stach am 6. August 1914 um 04:30 Uhr zusammen mit neun anderen Booten zur überhaupt ersten Feindfahrt deutscher U-Boote im Ersten Weltkrieg in See.
Am 13. September 1914 konnte das U-Boot einen Teil der Besatzung des Kleinen Kreuzers Hela retten, der südwestlich von Helgoland von dem britischen U-Boot E9 torpediert worden war.
Am 23. November 1914 drang das U-Boot unter Kapitänleutnant Heinz von Hennig durch den Hoxa Sound, die südliche Hauptzufahrt, in die Bucht von Scapa Flow auf den Orkney-Inseln ein. Es hatte im Kielwasser eines einlaufenden Frachters die Sperren überwunden. Weil die Briten den Stützpunkt zu dieser Zeit geräumt hatten, fand U 18 kein lohnendes Ziel vor. Bei dem Versuch, sich abzusetzen, wurde das Boot zunächst von dem bewaffneten Trawler Tokio entdeckt und kurz darauf von dem bewaffneten Minensuchtrawler Dorothy Grey im Pentland Firth gerammt. Dabei wurden beide Periskope zerstört und die Tiefenruder beschädigt, so dass eine kontrollierte Tauchfahrt nicht mehr möglich war. Nachdem der mittlerweile hinzugeeilte Zerstörer Garry das Boot ebenfalls gerammt hatte, fiel das Boot unkontrolliert auf eine Tiefe von 70 m, schaffte aber ein erneutes Auftauchen. Hennig befahl auf der Position 58° 41′ N, 2° 55′ W daraufhin die Selbstversenkung. Die Besatzung konnte sich bis auf einen Seemann retten und geriet in Gefangenschaft.